# Prosinec 2024
Toto je archivovaný článek z portálu Aktuality.
2. prosince – pondělí
 Americký prezident Joe Biden udělil milost svému synovi Hunteru Bidenovi. 
3. prosince – úterý
 Prezident Jižní Koreje Jun Sok-jol vyhlásil stanné právo. Parlament ale odhlasoval pro prezidenta závazný požadavek na jeho zrušení. 
4. prosince – středa
 Francouzské národní shromáždění vyslovilo nedůvěru vládě premiéra Michela Barniera. 
5. prosince – čtvrtek
 Syrská opozice pod vedením džihádistické skupiny Tahrír aš-Šám dobyla syrské město Hamá. 
 Zemřela Barbora Bühnová, česká popularizátorka IT mezi ženami. 
6. prosince – pátek
 Rumunský ústavní soud zrušil výsledky prvního kola prezidentských voleb kvůli ruskému vměšování. 
 Syrské demokratické síly obsadily město Dajr az-Zaur ve východní Sýrii poté, co Syrské ozbrojené síly vyklidily své pozice. 
 Syrská opozice obsadila město Dar'á a většinu stejnojmenné provincie. Jordánsko následně uzavřelo hraniční přechody se Sýrií. 
7. prosince – sobota
 Po požáru byla v Paříži slavnostně znovuotevřena katedrála Notre-Dame. 
8. prosince – neděle
 Izraelské obranné síly byly rozmístěny v nárazníkové zóně OSN na Golanských výšinách. 
 Po jedenáctidenní ofenzívě syrské opozice povstalci dobyli Damašek a prezident Bašár al-Asad uprchl ze země. 
9. prosince – pondělí
 Tureckem podporovaná Syrská národní armáda porazila Syrské demokratické síly a obsadila město Manbidž na západním břehu Eufratu, dosud kontrolované kurdskou samosprávou. 
 Redakce týdeníku Time zveřejnila užší výběr ankety Osobnost roku. 
12. prosince – čtvrtek
 Indický šachista Gukesh D se stal historicky nejmladším mistrem světa v šachu poté, co v Singapuru porazil dosavadního držitele titulu Tinga Li-žena. 
 Donald Trump se podruhé stal Osobností roku týdeníku Time a úderem zvonu zahájil denní obchodování na newyorské burze. 
 Paraguay uznala Jeruzalém za hlavní město Izraele a znovu otevřela v Jeruzalémě velvyslanectví. 
13. prosince – pátek
 Prezident Francie Emmanuel Macron jmenoval Francoise Bayroua z Demokratického hnutí novým francouzským premiérem. 
14. prosince – sobota
 Cyklón Chido zasáhl francouzský zámořský departement Mayotte, kde si vyžádal nejméně 11 obětí a způsobil rozsáhlé škody. O tři dny dříve cyklón zpustošil Agalegské ostrovy patřící Mauriciu. 
 Národní shromáždění Jižní Koreje schválilo impeachment prezidenta Jun Sok-jola kvůli jeho pokusu vyhlásit v zemi stanné právo. 
 Gruzínským prezidentem byl v nepřímé volbě zvolen kandidát vládní strany Gruzínský sen Michail Kavelašvili. Opoziční strany se hlasování nezúčastnily, protože parlament blokují od letošních parlamentních voleb. 
16. prosince – pondělí
 Německý spolkový sněm vyslovil nedůvěru vládě kancléře Olafa Scholze. 
 Ústavní soud České republiky zamítl stížnost Josefa Skály na rozsudek, podle kterého se dopustil popírání Katyňského masakru. 
17. prosince – úterý
 Zemětřesení o síle 7,3 stupně zasáhlo Port Vila hlavní město Vanuatu a vyžádalo si 14 obětí a 200 dalších zranilo. 
19. prosince – čtvrtek
 Dominique Pelicot a dalších 50 mužů bylo usvědčeno z hromadného znásilnění Gisèle Pelicotové. 
20. prosince – pátek
 Nejméně pět lidí bylo zabito a 205 zraněno při útoku na vánoční trhy v Magdeburgu. 
 Ministerstvo zemědělství získalo územní rozhodnutí pro stavbu přehrady u Nových Heřminov. 
22. prosince – neděle
 Slovenský premiér Robert Fico se v Moskvě setkal s ruským prezidentem Vladimírem Putinem. 
23. prosince – pondělí
 Palestinská samospráva města Betlém kvůli probíhající válce v Gaze a izraelským bezpečnostním operacím na Západním břehu opětovně zrušila veřejné oslavy Vánoc. 
25. prosince – středa
 Let Azerbaijan Airlines J28243 s 67 lidmi na palubě se zřítil poblíž kazachstánského města Aktau. Při nehodě zemřelo 38 lidí a dalších 29 zraněno (z toho 11 vážně). 
27. prosince – pátek
 Národní shromáždění Jižní Koreje odvolalo z funkce úřadujícího prezidenta a premiéra Han Tok-su. 
29. prosince – neděle
 Let jihokorejských aerolinií Jeju Air se 181 lidmi na palubě se zřítil na letišti v Muanu. Nehodu přežili pouze dva lidé. 
 Novým prezidentem Gruzie se stal Michail Kavelašvili. Odstupující prezidentka Salome Zurabišviliová jeho volbu neuznala, ale opustila prezidentský palác. 